# Jiří Pešek (fotbalista)
Jiří Pešek (4. června 1927 Praha – 20. května 2011) byl český fotbalový reprezentant a trenér. Hrál na levém křídle, Zdeněk Šálek ho charakterizuje: "Vynikající technik a dribler, schopný projít přes několik hráčů, vnikal neuvěřitelně lehce do pokutového území". Po ukončení aktivní činnosti se stal úspěšným trenérem, působil v Řecku, Finsku (s tamním olympijským mužstvem se zúčastnil her v Moskvě), Jemenu a v Indii, kde v letech 1993–1994 vedl národní A mužstvo. V roce 2004 mu byla udělena Cena Václava Jíry.

## Fotbalová kariéra
Byl odchovancem Bohemians, za které hrál ligu od svých šestnácti let. V roce 1947 debutoval v reprezentaci proti Jugoslávii – naši vyhráli 3:1, tehdy si jedinkrát v životě zahrál se svým idolem Pepi Bicanem. Ačkoliv byl mimořádně talentovaný útočník, často doplácel na svoji neukázněnost, která mu dělala potíže v době vypjatého kolektivismu po roce 1948. V roce 1951 Bohemians sestoupili z ligy a on poté odešel do Sparty (tehdy Spartak Sokolovo). Vyhrál s ní mistrovské tituly v letech 1952 a 1954, kdy se navíc s patnácti brankami stal králem střelců. Vybojoval si tak nominaci na světový šampionát do Švýcarska, kde nastoupil v utkání proti Uruguayi, které skončilo porážkou 0:2. 27. března 1955 dal v Brně svůj jediný reprezentační gól, kterým rozhodl o výhře 3:2 nad Rakouskem. V témže roce přestoupil do Dynama Praha. V roce 1957 při výhře 4:1 nad NDR odehrál poslední zápas za národní tým. V letech 1960–1965 hrál za Motorlet, kterému pomohl k postupu do nejvyšší soutěže. Je členem Klubu kanonýrů se 149 brankami.

## Ligová bilance
| Ročník                                     | Zápasy | Góly | Klub                   |
| ------------------------------------------ | ------ | ---- | ---------------------- |
| Národní liga 1943/44                       | 2      | 2    | Bohemia AFK Vršovice   |
| Státní liga 1945/46                        | 14     | 3    | AFK Bohemians Praha    |
| Státní liga 1946/47                        | 26     | 11   | AFK Bohemians Praha    |
| Státní liga 1947/48                        | 15     | 6    | AFK Bohemians Praha    |
| Státní liga 1948                           | 13     | 6    | Bohemians Praha        |
| Celostátní československé mistrovství 1949 | 25     | 23   | Železničáři Praha      |
| Celostátní československé mistrovství 1950 | 24     | 11   | Železničáři Praha      |
| Mistrovství československé republiky 1951  | 25     | 15   | Železničáři Praha      |
| Mistrovství československé republiky 1952  | 16     | 8    | Spartak Praha Sokolovo |
| Přebor československé republiky 1953       | 12     | 8    | Spartak Praha Sokolovo |
| Přebor československé republiky 1954       | 19     | 15   | Spartak Praha Sokolovo |
| Přebor československé republiky 1955       | 6      | 2    | Spartak Praha Sokolovo |
| Přebor československé republiky 1955       | 11     | 6    | Dynamo Praha           |
| 1. československá fotbalová liga 1956      | 22     | 11   | Dynamo Praha           |
| 1. československá fotbalová liga 1957/58   | 33     | 19   | Dynamo Praha           |
| 1. československá fotbalová liga 1958/59   | 13     | 2    | Dynamo Praha           |
| 1. československá fotbalová liga 1963/64   | 22     | 3    | Spartak Motorlet Praha |
| CELKEM                                     | 298    | 151  |                        |

## Trenérská kariéra
- 1975–1976 Panserraikos Serres
- 1979–1980 Finsko olympionici a U21
- 1981 Valur Reykjavík
- 1982–1983 Jemen – reprezentace
- 1991–1993 Indie – reprezentace